# F. Sionil José
Francisco Sionil José (* 3. Dezember 1924 in Rosales; † 6. Januar 2022 in Makati City) war ein philippinischer Schriftsteller, der in englischer Sprache schrieb. Seine Romane und Kurzgeschichten beschäftigen sich mit den sozialen Grundlagen von Klassenkämpfen und Kolonialismus in der philippinischen Gesellschaft. Josés Texte wurden in 22 Sprachen übersetzt.

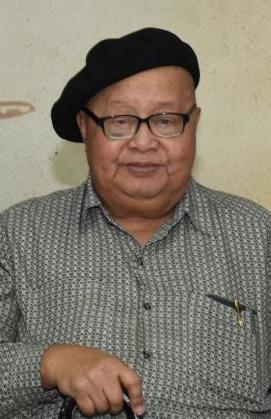
F. Sionil José (2017)

## Leben

### Kindheit
José wurde 1924 in Rosales geboren, wo auch viele seiner Geschichten spielen. Er verbrachte seine Kindheit in Barrio Cabugawan. Dort begann er auch zu schreiben. Seine Abstammung ist Ilokano, seine Familie zog jedoch vor seiner Geburt nach Pangasinan, um der Armut zu entgehen.
Ein wichtiger Einfluss für José war seine Mutter Sofia Sionil, die ihm Bücher beschaffte, obwohl sie sich gleichzeitig um die Ernährung der Familie kümmern musste, die stetig durch Armut bedroht war. Sie ernährte die Familie mit Näharbeiten, nachdem der Vater, ein Priester der Philippine Independent Church, die Familie verlassen hatte. Mit dem Schreiben begann er schon in der Grundschule, als er gerade lesen gelernt hatte. In der fünften Klasse machte eine von Josés Lehrerinnen ihren Schülern die Schulbibliothek zugänglich, wo er Romane von José Rizal (Noli me tangere und El Filibusterismo), Willa Cather (My Ántonia), William Faulkner, John Steinbeck und Miguel de Cervantes (Don Quixote) las. Diese Werke beeinflussten Inhalt und Form seiner späteren Werke. Die Schilderung der Ungerechtigkeit in Rizals Noli me tangere rührte ihn zu Tränen. Im Alter von fünf Jahren hatte ihm sein Großvater, ein Analphabet, der während der philippinischen Revolution Soldat gewesen war, das Land gezeigt, das der Familie einmal gehört hatte, dann aber von reichen Landeignern genommen worden war. José war eines von fünf Kindern.  Am 6. Januar 2022 verstarb José in Makati City im Alter von 97 Jahren.

### Späteres Leben
José besuchte nach dem Zweiten Weltkrieg die University of Santo Tomas, brach das Studium jedoch bald ab und lebte als Schriftsteller und Journalist in Manila. In den Folgejahren veröffentlichte er verschiedene literarische und journalistische Texte, gründete die Zeitschrift Solidarity und einen eigenen Verlag sowie den philippinischen Ableger der Schriftstellervereinigung P.E.N. Für sein Werk wurde er mit zahlreichen Preisen ausgezeichnet. Sein bekanntester Roman ist The Pretenders, die Geschichte der Entfremdung eines Mannes von seinem armen Hintergrund und der Dekadenz der reichen Familie seiner Frau.
Während seiner gesamten Karriere hat sich José in seinen Texten für soziale Gerechtigkeit und verbesserte Lebensumstände für durchschnittliche philippinische Familien eingesetzt. International war er einer der bekanntesten philippinischen Schriftsteller. In seinem Heimatland war er wegen seiner Verwendung des Filipino-Englisch und seinen elitenfeindlichen Ansichten jedoch weniger populär.
Neben seiner schriftstellerischen Tätigkeit betrieb er noch einen Buchladen im Distrikt Ermita in Manila, der schwer erhältliche Bücher und Literatur über die Philippinen vertreibt und in philippinischen Autorenkreisen sehr bekannt war.

## Auszeichnungen
- Ramon-Magsaysay-Preis in der Kategorie Journalism, Literature, and Creative Communication Arts (1980)
- National Artist Award for Literature (2001)
- Pablo Neruda Centennial Award (2004)
- Palanca Awards

## Werke

### Rosales-Saga-Romane
(Eine Serie von fünf Romanen, die drei Jahrhunderte philippinischer Geschichte umfasst und weltweit in 22 Sprachen übersetzt ist)
- Po-on (Dusk) (1984) ISBN 971-8845-10-0
- The Pretenders (1962) ISBN 971-8845-00-3
- My Brother, My Executioner (1973) ISBN 971-8845-16-X
- Mass (1974) ISBN 0-86861-572-2, deutsch: Szenen aus Manila, Horlemann, Bad Honnef 1990
- Tree (1978) ISBN 971-8845-14-3

### Romane, die dieRosales Sagaenthalten
- Dusk (Po-on) (1993) ISBN 0-375-75144-0
- Don Vicente (1980) ISBN 0-375-75243-9 – Tree und My Brother, My Executioner in einem Band
- The Samsons ISBN 0-375-75244-7 The Pretenders und Mass in einem Band

### Sonstige Romane
- Gagamba (The Spider Man) (1991) ISBN 971-536-105-6, deutsch: Gagamba, Horlemann, Berlin 2014
- Viajero (1993) ISBN 971-8845-04-6
- Sin (1994) ISBN 0-517-28446-4
- Ben Singkol (2001) ISBN 971-8845-32-1
- Ermita ISBN 971-8845-12-7
- Vibora! (2007)
- Sherds (2008)
- Muse and Balikbayan: Two Plays (2008)
- The Feet of Juan Bacnang (2011)

### Erzählbände
- The God Stealer and Other Short Stories (2001) ISBN 971-8845-35-6
- Puppy Love and Other Short Stories (March 15, 1998) ISBN 971-8845-26-7 and ISBN 978-971-8845-26-4
- Olvidon and Other Stories (1988) ISBN 971-8845-18-6
- Platinum: Ten Filipino Stories (1983) ISBN 971-8845-22-4 (wird nicht mehr verlegt; die Erzählungen sind in neueren Auflagen von Olvidon and Other Stories enthalten)
- Waywaya: Eleven Filipino Short Stories (1980) ISBN 99922-884-0-X
- Asian PEN Anthology (als Herausgeber) (1966)

### Kinderbücher
- The Molave and The Orchid (November 2004)

### Lyrik
- Questions (1988)

### Essays und Sachbücher
- In Search of the Word (De La Salle University Press, 15. März 1998) ISBN 971-555-264-1 und ISBN 978-971-555-264-6
- We Filipinos: Our Moral Malaise, Our Heroic Heritage
- Soba, Senbei and Shibuya: A Memoir of Post-War Japan ISBN 971-8845-31-3 und ISBN 978-971-8845-31-8
- This I Believe: Gleanings from a Life in Literature (2006)
- Termites in the sala, heroes in the attic : why we are poor  (2006) ISBN 971-8845-41-0
- Why we are hungry – Rats in the Kitchen, Carabaos in the Closet (2008) ISBN 978-971-8845-49-3
- Literature and Liberation (Koautor) (1988)